# Holland's Next Top Model (mùa 5)
Holland's Next Top Model, Mùa 5 là mùa thứ năm của Holland's Next Top Model. Sau khi kết hợp hai năm với Topmodel, phiên bản Bỉ của chương trình Benelux' Next Top Model, hai nước chia tay nhau và phiên bản Hà Lan vẫn tiếp tục dưới cái tên ban đầu. Mùa này ban đầu được phát sóng từ tháng 9 đến tháng 11 năm 2011.
Mặc dù chương trình đã trở lại với hình thức ban đầu, cá nhân, ba trong số năm thành viên ban giám khảo từ mùa giải trước của Benelux's Next Top Model đã trở lại cũng như nhiều thành viên khác trong đội sản xuất. Hai người chiến thắng trong BnlxNTM, Rosalinde Kikstra và Melissa Baas cũng nằm trong số những người chiến thắng trong quá khứ của show trên trang web chính thức của họ. Vì vậy, BnlxNTM được coi là một phần của HNTM, với mùa 5 là mùa giải thứ bảy tổng thể.
Người chiến thắng trong cuộc thi mùa này là Tamara Slijkhuis, 19 tuổi từ Apeldoorn. Cô giành được: 1 hợp đồng với Touché Models trị giá €75.000, chiến dịch quảng cáo cho Max Factor & Zalando và 1 chiếc Lancia Ypsilon.

## Các thí sinh
(Tuổi tính từ ngày dự thi)
| Thí sinh               | Tuổi | Chiều cao               | Quê quán   | Bị loại ở | Hạng |
| ---------------------- | ---- | ----------------------- | ---------- | --------- | ---- |
| Leontine Sijtsma       | 19   | 1,78 m (5 ft 10 in)     | Putten     | Tập 1     | 15   |
| Sonja Kester           | 20   | 1,82 m (5 ft 11+1⁄2 in) | Naaldwijk  | Tập 1     | 14   |
| Gésanne Jongman        | 22   | 1,73 m (5 ft 8 in)      | Groningen  | Tập 2     | 13   |
| Jellena van Mill       | 20   | 1,74 m (5 ft 8+1⁄2 in)  | Den Haag   | Tập 3     | 12   |
| Jildis Deumens         | 19   | 1,75 m (5 ft 9 in)      | Nijmegen   | Tập 4     | 11   |
| Tirza Tjon Kwan Paw    | 20   | 1,75 m (5 ft 9 in)      | Amsterdam  | Tập 4     | 10   |
| Claudia van den Driest | 18   | 1,75 m (5 ft 9 in)      | Middelburg | Tập 5     | 9    |
| Roxanne Wassmer        | 16   | 1,75 m (5 ft 9 in)      | Oss        | Tập 6     | 8    |
| Mandy Engels           | 21   | 1,75 m (5 ft 9 in)      | Amersfoort | Tập 7     | 7    |
| Mieke Rozeman          | 20   | 1,75 m (5 ft 9 in)      | Groningen  | Tập 8     | 6    |
| Nancy Halsema          | 19   | 1,72 m (5 ft 7+1⁄2 in)  | Lisse      | Tập 9     | 5    |
| Michelle Zwolferink    | 20   | 1,72 m (5 ft 7+1⁄2 in)  | Franeker   | Tập 11    | 4    |
| Riquelle Pals          | 16   | 1,75 m (5 ft 9 in)      | Gorinchem  | Tập 11    | 3    |
| Elise Winklaar         | 18   | 1,74 m (5 ft 8+1⁄2 in)  | Groningen  | Tập 11    | 2    |
| Tamara Slijkhuis       | 19   | 1,80 m (5 ft 11 in)     | Apeldoorn  | Tập 11    | 1    |

## Thứ tự gọi tên
| Thứ tự | Tập                                                                                           | Tập      | Tập      | Tập      | Tập      | Tập      | Tập      | Tập      | Tập      | Tập      | Tập |
| Thứ tự | 1                                                                                             | 2        | 3        | 4        | 5        | 6        | 7        | 8        | 9        | 11       |     |
| ------ | --------------------------------------------------------------------------------------------- | -------- | -------- | -------- | -------- | -------- | -------- | -------- | -------- | -------- | --- |
| 1      | Claudia Elise Gésanne Jellena Jildis Mandy Michelle Mieke Nancy Riquelle Roxanne Tamara Tirza | Michelle | Tamara   | Mieke    | Tamara   | Tamara   | Tamara   | Tamara   | Tamara   | Tamara   |     |
| 2      | Claudia Elise Gésanne Jellena Jildis Mandy Michelle Mieke Nancy Riquelle Roxanne Tamara Tirza | Jellena  | Riquelle | Tamara   | Mieke    | Michelle | Michelle | Michelle | Michelle | Elise    |     |
| 3      | Claudia Elise Gésanne Jellena Jildis Mandy Michelle Mieke Nancy Riquelle Roxanne Tamara Tirza | Claudia  | Elise    | Michelle | Michelle | Nancy    | Elise    | Elise    | Elise    | Riquelle |     |
| 4      | Claudia Elise Gésanne Jellena Jildis Mandy Michelle Mieke Nancy Riquelle Roxanne Tamara Tirza | Elise    | Nancy    | Elise    | Roxanne  | Riquelle | Mieke    | Nancy    | Riquelle | Michelle |     |
| 5      | Claudia Elise Gésanne Jellena Jildis Mandy Michelle Mieke Nancy Riquelle Roxanne Tamara Tirza | Mandy    | Mandy    | Roxanne  | Nancy    | Mieke    | Nancy    | Riquelle | Nancy    |          |     |
| 6      | Claudia Elise Gésanne Jellena Jildis Mandy Michelle Mieke Nancy Riquelle Roxanne Tamara Tirza | Mieke    | Mieke    | Claudia  | Elise    | Elise    | Riquelle | Mieke    |          |          |     |
| 7      | Claudia Elise Gésanne Jellena Jildis Mandy Michelle Mieke Nancy Riquelle Roxanne Tamara Tirza | Nancy    | Jildis   | Mandy    | Riquelle | Mandy    | Mandy    |          |          |          |     |
| 8      | Claudia Elise Gésanne Jellena Jildis Mandy Michelle Mieke Nancy Riquelle Roxanne Tamara Tirza | Riquelle | Roxanne  | Jildis   | Mandy    | Roxanne  |          |          |          |          |     |
| 9      | Claudia Elise Gésanne Jellena Jildis Mandy Michelle Mieke Nancy Riquelle Roxanne Tamara Tirza | Tirza    | Claudia  | Riquelle | Claudia  |          |          |          |          |          |     |
| 10     | Claudia Elise Gésanne Jellena Jildis Mandy Michelle Mieke Nancy Riquelle Roxanne Tamara Tirza | Tamara   | Michelle | Nancy    |          |          |          |          |          |          |     |
| 11     | Claudia Elise Gésanne Jellena Jildis Mandy Michelle Mieke Nancy Riquelle Roxanne Tamara Tirza | Jildis   | Tirza    | Tirza    |          |          |          |          |          |          |     |
| 12     | Claudia Elise Gésanne Jellena Jildis Mandy Michelle Mieke Nancy Riquelle Roxanne Tamara Tirza | Roxanne  | Jellena  |          |          |          |          |          |          |          |     |
| 13     | Claudia Elise Gésanne Jellena Jildis Mandy Michelle Mieke Nancy Riquelle Roxanne Tamara Tirza | Gésanne  |          |          |          |          |          |          |          |          |     |
| 14     | Sonja                                                                                         |          |          |          |          |          |          |          |          |          |     |
| 15     | Leontine                                                                                      |          |          |          |          |          |          |          |          |          |     |

     Thí sinh bị loại
     Thí sinh dừng cuộc thi
     Thí sinh chiến thắng cuộc thi
- Trong tập 1, sau buổi chụp hình trên London Eye, Tamara là người có bức ảnh đẹp nhất, trong khi Sonja và Leontine là 2 thí sinh có phần thể hiện tệ nhất, và Leontine được chọn là thí sinh đầu tiên rời đi. Vào cuối tập, các người mẫu nhận được hình của mình ở buổi chụp ảnh nhóm mà họ đã chụp vào đầu tập phim, sau đó được tiết lộ là Sonja là người tiếp theo phải rời khỏi cuộc thi.
- Tập 10 là tập ghi lại khoảnh khắc từ đầu cuộc thi.

### Buổi chụp hình
- Tập 1: Tạo dáng ở nhà để máy bay theo màu hình cờ Hà Lan; Tạo dáng trên London Eye; Ảnh mở đầu chương trình
- Tập 2: Tạo dáng trên cối xay gió
- Tập 3: Ảnh quảng cáo cho Oral-B
- Tập 4: Những bức tranh vẽ của thế kỉ 17
- Tập 5: Nước hoa Bruno Banani với người mẫu nam
- Tập 6: Tạo dáng với xe Lancia Ypsilon
- Tập 7: Những phụ nữ ở các lục địa
- Tập 8: Ảnh quảng cáo mắt kính cho Lenses
- Tập 9: Tủ lạnh Samsung với đồ lót ở Ibiza; Vẻ đẹp tự nhiên
- Tập 11: Ảnh quảng cáo cho Max Factor với vẹt